# Latvija
Latvija (službeno Republika Latvija, let.: Latvijas Republika), često zvana i Letonija, ↓b1 država je u baltičkom dijelu Sjeverne Europe i jedna je od triju pribaltičkih država. Graniči s Estonijom na sjeveru, Litvom na jugu, Rusijom na istoku, Bjelorusijom na jugoistoku, a na zapadu dijeli pomorsku granicu sa Švedskom. Latvija zauzima površinu od 64 589 km² na kojoj živi 1,9 milijuna stanovnika. Nalazi se u podneblju umjerene klime. Glavni i najveći grad u državi je Riga. Latvijci pripadaju etničkoj i jezičnoj skupini Balta i govore letonskim jezikom, jednim od dva preživjela baltička jezika. Rusi su najbrojnija i najistaknutija manjina u državi s gotovo četvrtinom stanovništva.
Nakon stoljeća njemačke, švedske, poljsko-litavske i ruske vladavine, koju je uglavnom provodila baltička njemačka aristokracija, Republika Latvija uspostavljena je 18. studenoga 1918. kada se odvojila od Njemačkoga Carstva i proglasila neovisnost nakon Prvoga svjetskoga rata. Međutim, u tridesetim godina dvadesetoga stoljeća, zemlja je postajala sve više autokratska. Vrhunac autokratske vladavine uspostavljen je nakon državnoga udara 1934. kojime na vlast dolazi Kārlis Ulmanis. Latvija je izgubila neovisnost početkom Drugoga svjetskoga rata, najprije njezinom aneksijom u Sovjetski Savez, nakon čega je uslijedila invazija i okupacija Trećega Reicha 1941., te ponovna sovjetska okupacija 1944. Latvija tada postaje jedna od republika Sovjetskoga Saveza i mijenja naziv u Latvijska Sovjetska Socijalistička Republika i tako nastavlja postojati sljedećih 45 godina. Kao posljedica opsežna priljeva doseljenika tijekom sovjetske okupacije, etnički Rusi postali su najistaknutija manjina u državi, te dan danas čine gotovo četvrtinu stanovništva. Godine 1987. započinje nenasilna „raspjevana revolucija”, koja završava obnovom neovisnosti 21. kolovoza 1991. Od tada je Latvija unitarna demokratska parlamentarna republika.
Latvija je razvijena zemlja s naprednim gospodarstvom i visokim bruto domaćim proizvodom, a nalazi se i vrlo visoko u Indeksu ljudskoga razvoja. Latvija je članica Europske unije, eurozone, NATO-a, Vijeća Europe, Ujedinjenih naroda, Vijeća država Baltičkoga mora, Međunarodnoga monetarnoga fonda, Nordijsko-baltičke osmorice, Nordijske investicijske banke, Organizacije za ekonomiju suradnju i razvoj, Organizacije za europsku sigurnost i suradnju i Svjetske trgovinske organizacije.

## Etimologija
Naziv Latvija potječe od imena starih Latgalaca, jednoga od četiriju indoeuropskih baltičkih plemena (zajedno s Kuršima, Selima i Zemigalima), koja su zajedno s finskim Livonicma činili etničku jezgru suvremenih Latvijaca. Henrik Latvijski nametnuo je latinizirano ime Lettigallia i Lethia, a oba izraza potječu od antičkoga naziva za Latgalce. Izrazi su nadahnuli razne inačice imena zemlje na romanskim jezicima iz naziva „Letonija” i na germanskim jezicima iz naziva „Lettland”.

## Povijest
Oko 3000. godine prije Krista, protobaltički predci latvijskoga naroda naselili su se na istočnoj obali Baltičkoga mora. Balti su uspostavili trgovačke puteve prema Rimu i Bizantu, prodajući jantar kojime je ovo područje bogato u zamjenu za plemenite metale. Do 900. godine poslije Krista, četiri su različita baltička plemena naseljavala Latviju: Kurši, Latgalci, Seli, Zemigali (na latvijskom: kurši, latgaļi, sēļi i zemgaļi), te finsko pleme Livonaca ili Liva. 
U XXI. st. na području suvremene Latvije postojalo je više zemalja sa svojim vladarima: Vanema, Ventava, Bandava, Piemare, Duvzare, Sēlija, Koknese, Jersika, Tālava i Adzele.

### Srednjovjekovno razdoblje
Iako je mjesno stanovništvo stoljećima bilo u doticaju s okolnim narodima, tek u XII. st. započinje potpunije uključivanje u europski društveno-politički sustav. Prvi su papinski misionari stigli u ovo područje ploveći Zapadnom Dvinom u kasnome XII. st., u pokušaju preobraćenja mjesnoga stanovništva na kršćanstvo, no u početku su nailazili na nenadani otpor. Sveti Meinhard iz Segeberga putujući s trgovcima stigao je u Ikšķile 1184. godine u katoličkoj misiji preobraćenja stanovništvo od njihovih izvornih poganskih vjerovanja.
Nakon što je papa Celestin III. pozvao na križarski rat protiv pogana u sjevernoj Europi 1193. godine, u zemlje današnje Latvije dolaze križari Teutonskoga viteškog reda i ubrzo osvajaju čitavo područje.
Početkom XIII. st. Nijemci su vladali velikim dijelovima današnje Latvije. Zajedno s južnom Estonijom, ta su osvojena područja tvorila Križarsku državu koja je postala poznata kao Terra Mariana ili Livonija. Godine 1282. najprije Riga, a kasnije i gradovi Cēsis, Limbaži, Koknese i Valmiera, postali su dijelom Hanzeatske lige. Riga je postala važno čvorište trgovinskih puteva u smjeru istok–zapad i uspostavila bliske kulturne veze sa Zapadnom Europom. Prvi njemački doseljenici bili su vitezovi iz sjeverne Njemačke i građani sjevernonjemačkih gradova koji su donijeli svoj donjonjemački jezik, što je oblikovalo mnoge posuđenice u latvijskome jeziku.

### Razdoblje reformacije, poljske i švedske vlasti
Nakon Livonskoga rata (1558. – 1583.), Livonija (Sjeverna Latvija i Južna Estonija) potpala je pod poljsku i litavsku vlast. Južni dio Estonije i sjeverni dio Latvije ustupljeni su Velikoj kneževini Litvi i ustrojili Vojvodstvo Livoniju (lat. Ducatus Livoniae Ultradunensis). Gotthard Kettler, posljednji magistar Livonskoga reda, osnovao je Kneževinu Kurlandiju i Semigaliju. Iako je kneževina bila vazalna država litavskoga Velikoga vojvodstva, a kasnije Poljsko-Litavske Unije, zadržala je znatan stupanj samostalnosti i u XVI. st. doživjela svoje zlatno doba gospodarskoga i kulturnoga razvoja. Najistočnija pokrajina Latvije Latgalija, postala je dijelom Inflantske kneževine Poljsko-Litavske Unije.
U XVII. i ranomu XVIII. st. Poljsko-Litavska Unija, Švedska i Rusija borile su se za prevlast na istočnom Baltiku. Nakon Poljsko-švedskoga rata, sjeverna Livonija (uključujući Vidzeme) potpala je pod švedsku vlast. Riga je postala glavnim gradom Švedske Livonije i najveći grad u cijelomu Švedskomu Carstvu. Borbe su se sporadično nastavile između Švedske i Poljske sve do primirja u Altmarku 1629. U Latviji se švedsko razdoblje općenito pamti kao pozitivno. Kruti zakoni koji su regulirali kmetstvo znatno su olabavljeni, uspostavljena je mreža škola za seljaštvo, a smanjena moć područnih baruna.
Tijekom toga vremena dogodilo se nekoliko važnih kulturnih promjena. Pod švedskom i uglavnom njemačkom vlašću, zapadna Latvija prihvatila je luteranstvo kao svoju glavnu religiju. Drevna plemena Kuronjana, Zemigala, Selonijana, Liva i sjevernih Latgalaca asimilirala su se u latvijski narod koji je govorio jednim latvijskim jezikom. Međutim, kroz sva stoljeća nije uspostavljena stvarna latvijska država, pa su granice i odredbe pripadanja toj skupini uglavnom subjektivne. U međuvremenu, uglavnom odijeljeni od ostatka Latvije, južni Latgalci prihvatili su katoličanstvo pod poljskim i isusovačkim utjecajem. Domaće narječje ostalo je različito, iako su se udomaćile mnoge poljske i ruske posuđenice.

### Livonija i Kurlandija u Ruskomu Carstvu (1795. – 1917.)
Tijekom Velikoga sjevernog rata (1700. – 1721.) oko 40% Latvijaca umrlo je od gladi i kuge. Polovicu stanovnika Rige ubila je epidemija kuge iz 1710. – 1711. Predajom Estonije i Livonije 1710. i Nystadskim mirom kojim je okončan Veliki sjeverni rat 1721., pokrajina Vidzema pripala je Rusiji (postala je dijelom Livonske gubernije). Pokrajina Latgalija ostala je dijelom Poljsko-Litavske Unije kao Inflantska kneževina do 1772. kada je uključena u sastav Rusije. Kneževinu Kurlandiju i Semigaliju, vazalnu državu Poljsko-Litavske Unije, anektirala je Rusija 1795. godine u trećoj podjeli Poljske, čime je sva današnja Latvija postala sastavnicom Ruskoga Carstva. Sve tri baltičke pokrajine zadržale su mjesne zakone, njemački kao pokrajinski službeni jezik i vlastiti parlament Landtag. 
Emancipacija kmetstva postignuta je u Kurlandiji 1817. i u Vidzemi 1819. Međutim, u praksi je emancipacija u suštini bila korisna za zemljoposjednike i plemstvo, jer je seljacima oduzela njihovu zemlju bez naknade, prisiljavajući ih na povratak na rad na posjede „svojom voljom”. 
Tijekom ova dva stoljeća Latvija je doživjela gospodarski i građevinski procvat. Proširene su luke (Riga je postala najveća luka u Ruskome Carstvu), izgrađene željeznice, nove tvornice, osnovane banke i sveučilište, podignute su mnoge stambene, javne (kazališta i muzeji) i školske zgrade, uređeni novi parkovi i sl. Riški boulevardi i neke ulice izvan staroga grada i dan danas potječu iz toga razdoblja. 
Gustoća stanovništva također je bila veća u Livonskom i Kurlandskom dijelu Ruskoga Carstva, na što je možda utjecala protestantska vjera.

### Narodni preporod
Tijekom XIX. st. društvena se struktura znatno promijenila. Nakon što su reforme seljacima omogućile otkup vlastite zemlje, uspostavio se stalež neovisnih poljoprivrednika, ali mnogo je seljaka ostalo bez zemlje. Velik broj latvijskoga seoskoga stanovništva odselilo se u gradove i zaposlilo u industriji. Tada je u gradovima započeo razvoj gradskoga proletarijata i sve utjecajnije latvijske buržoazije nasuprot onoj njemačkoj. Književni i intelektualni pokret „Mladih Latvijaca” (let.: jaunlatvieši) uspostavio je sredinom XIX. st. temelje litavskoga nacionalizma, a mnogi od njegovih vođa tražili su od slavenofila podršku protiv prevladavajućega njemačkoga društvenoag poretka. Porast uporabe litavskoga jezika u književnosti i društvu postao je poznat kao Prvi latvijski narodni preporod. Pokret Mladih Latvijaca devedesetih godina XIX. st. zasjenio je novi masovni ljevičarski društveni i politički pokret Nova struja. Nezadovoljstvo naroda iskazano je u ruskoj revoluciji 1905., koja je u baltičkim pokrajinama poprimila nacionalistička obilježja.

### Deklaracija o neovisnosti
Prvi svjetski rat opustošio je prostor Latvije i drugih zapadnih dijelova Ruskoga Carstva. Zahtjevi za samoopredjeljenjem u početku su bili ograničeni na upravnu autonomiju, sve dok ruska revolucija 1917. nije stvorila prazninu u vlasti, nakon čega je uslijedio Brest-Litovski ugovor između Rusije i Njemačke u ožujku 1918., zatim savezničko primirje s Njemačkom 11. studenoga 1918. Dana 18. studenoga 1918. u Rigi je Latvijsko narodno vijeće proglasilo neovisnost nove države, Kārlisu Ulmanisu povjereno je sastavljanje vlade, a on je preuzeo mjesto premijera.
Latvijski rat za neovisnost koji je uslijedio bio je dio općega razdoblja nestabilnosti, građanskih i novih pograničnih ratova u Istočnoj Europi. Do proljeća 1919. u Latviji su postojale tri vlade: privremena vlada na čelu s Kārlisom Ulmanisom uz potporu Latvijskoga narodnoga vijeća i Međusavezničkoga nadzornoga povjerenstva, latvijska sovjetska vlada na čelu s Pēterisom Stučkom uz potporu Crvene armije i privremena vlada na čelu s Andrievsom Niedrom uz podršku Baltische Landeswehra, te njemačke jedinice Frajkora, tzv. „Željezne divizije”. 
Estonske i latvijske snage porazile su Nijemce u bitci kod Cēsisa (u njemačkome govornomu području poznatom kao »Bitka kod Wendena«) u lipnju 1919. i u studenome iste godine odbile masovni napad pretežito njemačkih snaga Zapadnoruske dobrovoljačke armije pod vodstvom Pavela Bermondta-Avalova. Latvijske i poljske trupe su početkom 1920. u potpunosti otjerale snage Crvene armije iz istočne Latvije nakon pobjede u bitci kod Daugavpilsa (s poljskoga motrišta ta je bitka dio Poljsko-sovjetskoga rata). 
Slobodno izabrana ustavotvorna skupština sastala se 1. svibnja 1920. i u veljači 1922. usvojila liberalni ustav Satversme. Ustav je djelomično suspendirao Kārlis Ulmanis nakon državnoga udara 1934., a ponovo je potvrđen tek 1990. godine. Od tada je nekoliko puta izmijenjen i dan danas je na snazi. Budući da je većina latvijske industrijske infrastrukture preseljena je u unutrašnjost Rusije 1915. godine, zemlja je deindustrijalizirana, te je korjenita zemljišna reforma bila središnje političko pitanje za mladu državu. Godine 1897. 61,2% seoskoga stanovništva bilo je bez zemlje, ali je do 1936. taj postotak smanjen na 18%.
Do 1923. godine površina obrađenoga zemljišta premašila je predratnu razinu. Inovacije i rastuća proizvodnost doveli su do brzoga rasta gospodarstva, no gospodarstvo Latvije je naglo propalo od posljedica Velike gospodarske krize. U slijedećem razdoblju Latvija je pokazivala znakove gospodarskoga oporavka, a biračko se tijelo tijekom razdoblja slobodnih izbora politički usmjeravalo ka centru. Dana 15. svibnja 1934. Kārlis Ulmanis izveo je nenasilni državni udar, uspostavivši nacionalističku autokraciju koja je trajala do 1940. Nakon 1934. Ulmanis je osnovao državna poduzeća za kupnju privatnih tvrtki radi „latvizacije” gospodarstva.

### Latvija u Drugome svjetskomu ratu
Rano ujutro 24. kolovoza 1939. Sovjetski Savez i nacistička Njemačka potpisali su desetogodišnji pakt o nenapadanju, tzv. Pakt Molotov-Ribbentrop. Pakt je sadržavao tajni protokol, otkriven tek nakon njemačkoga poraza 1945., prema kojemu su države Sjeverne i Istočne Europe podijeljene na njemačko i sovjetsko „područje utjecaja”. Na sjeveru su Latvija, Finska i Estonija dodijeljene sovjetskoj interesnoj sferi. Tjedan dana kasnije, 1. rujna 1939., Njemačka je napala Poljsku, a 17. rujna Poljsku napada i Sovjetski Savez s istoka.:32
Nakon sklapanja pakta Molotov-Ribbentrop, većina baltičkih Nijemaca napustila je Latviju sporazumom između Ulmanisove vlade i Trećega Reicha prema programu Heim ins Reich. Do prosinca 1939. ukupno 50 000 baltičkih Nijemaca napustilo je državu, a oko 13 000 odlučilo je ostati u Latviji. Većina Nijemaca koji su ostali otišli su u Njemačku u ljeto 1940., kada je dogovoren drugi plan preseljenja.
Dana 5. listopada 1939., Latvija je bila prisiljena prihvatiti pakt o „uzajamnoj pomoći” sa Sovjetskim Savezom, dajući Sovjetima pravo zadržavanja 25 do 30 000 vojnika na latvijskome teritoriju. Državni upravitelji ubijeni su i zamijenjeni sovjetskim kadrovima. Održani su izbori na kojima su prosovjetski kandidati bili istaknuti kao vodeći kandidati za većinu položaja. Novoosnovana Narodna skupština odmah je zatražila prijem u SSSR, što je Sovjetski Savez odobrio. Latvijsku novu marionetsku vladu vodio je Augusts Kirhenšteins. Sovjetski Savez je anektirao Latviju 5. kolovoza 1940. i mijenja joj ime u Latvijska Sovjetska Socijalistička Republika.
Sovjeti su se oštro obračunali sa svojim protivnicima. Do početka operacije Barbarossa, dakle u manje od godinu dana, najmanje 34 250 Latvijaca deportirano je ili ubijeno. Većina je deportirana u Sibir gdje se procjenjuje da je umrlo njih 40%.:48
Dana 22. lipnja 1941. njemačka je vojska napala sovjetske snage u opsežnoj vojnoj operaciji kodnoga naziva Barbarossa. Došlo je do sporadičnih spontanih ustanaka Latvijaca protiv Crvene armije koja je bila od pomoći Nijemcima u okupaciji područja. Do 29. lipnja njemačka je vojska osvojila Rigu, a sovjetske su postrojbe uništene, zarobljene ili su se dale u bijeg. Latvija je početkom srpnja već bila pod potpunom kontrolom njemačkih snaga.:78–96 Nakon okupacije odmah je uslijedilo djelovanje postrojbi SS-a Einsatzgruppen, koje su trebale djelovati u skladu s Reichovim Generalplanom Ost, koji je predviđao smanjenje latvijskoga stanovništva za 50%.:64:56
Pod njemačkom okupacijom, Latvija je bila pod upravom Reichskommissariata Ostland. Postrojbe latvijske paravojne i pomoćne policije koje su osnovale okupacijske vlasti sudjelovale su u holokaustu i drugim zločinima. U jesen 1941. u Latviji je strijeljano oko 30 000 Židova,:127a isto toliko Židova iz Riškoga geta ubijeno je u šumi Rumbula u studenome i prosincu 1941. s ciljem smanjenja prenaseljenosti u getu i oslobađanja prostora za deportaciju Židova iz Njemačke i drugih okupiranih područja.:128 Osim partizanskih aktivnosti, na latvijskomu teritoriju nije bilo borbi sve do završetka opsade Lenjingrada u siječnju 1944., kada je sovjetska vojska krenula potiskivati njemačke snage. Crvena armija ušla je na teritorij Latvije u srpnju, a 13. listopada 1944. zauzela je Rigu.:271
Više od 200 000 latvijskih državljana umrlo je tijekom Drugoga svjetskog rata, uključujući oko 75 000 latvijskih Židova ubijenih tijekom nacističke okupacije. Latvijski su se vojnici borili na objema stranama svjetskoga sukoba. Većina se borila na njemačkoj strani, primjerice Latvijska legija Waffen SS-a brojila je 140 000 pripadnika. Crvena armija je pak 1944. godine ustrojila 308. latvijsku streljačku diviziju. U nekim prilikama, osobito 1944. godine, suprotstavljene latvijske postrojbe borile su se jedna protiv druge.:299

### Sovjetsko doba (1940. – 1941., 1944. – 1991.)
Godine 1944., kada su sovjetska vojna napredovanja stigla do latvijskoga teritorija, došlo je do teških borbi između njemačke i sovjetske vojske u kojima su njemačke snage poražene. Tijekom rata, obje su okupacijske snage novačile Latvijce u svoje vojske, povećavajući na taj način ukupan broj stradalih Latvijaca. Godine 1944. dio latvijskoga teritorija ponovno je došao pod sovjetski nadzor, a Sovjeti su odmah započeli s obnovom sovjetskoga sustava upravljanja. Nakon njemačke kapitulacije, postalo je jasno da se sovjetske snage ne kane povući, stoga su latvijski nacionalni partizani započeli borbu protiv novog okupatora. Pokretu otpora ubrzo su se pridružili mnogi bivši vojnici iz rastrojenih njemačkih postrojbi i pojedinaca koji su prethodnih godina surađivali s Nijemcima.
Prema grubim procjenama, od 120 000 do čak 300 000 Latvijaca sklonilo se od sovjetske vojske bježeći u Njemačku i Švedsku. Većina izvora slaže se s procjenom od 200 000 do 250 000 izbjeglica koje su napustile zemlju, no čak 80 000 do 100 000 ljudi ponovno su zarobili Sovjeti u pokušaju bijega neposredno nakon završetka rata ili su prisilno bili vraćeni iz zapadnih zemalja. Nakon sovjetske okupacije Latvije 1944. – 1945. uslijedile su masovne deportacije tijekom kolektivizacije i sovjetizacije zemlje.
Dana 25. ožujka 1949., 43 000 stanovnika seoskih područja (kulaka) i nacionalista iz svih triju pribaltičkih država deportirano je u Sibir u opsežnoj operaciji Priboj, koja je pomno planirana i odobrena u Moskvi već 29. siječnja 1949. Ova je operacija postigla željeni učinak smanjenja protusovjetske partizanske aktivnosti.:326 U poslijeratnim godinama, od 1945. do 1952., između 136 000 i 190 000 Latvijaca, ovisno o izvorima, bilo je zatvoreno ili deportirano u sovjetske sabirne logore (gulage).
U poslijeratnom razdoblju, Latvija je bila prisiljena usvojiti sovjetske metode poljoprivredne proizvodnje. Ruralna područja bila su prisiljena na kolektivizaciju. U Latviji je pokrenut opsežan program nametanja dvojezičnosti, ograničavajući letonski jezik u službenoj uporabi u korist korištenja ruskoga kao glavnoga jezika. Sve manjinske škole (židovska, poljska, bjeloruska, estonska, litavska) zatvorene su, a u svim školama predavanja su se odvijala samo na latvijskome i ruskome. Sovjetski Savez pokrenuo je opsežan program doseljavanja etničkih Rusa, radnika, upravnoga i vojnoga osoblja, te mnogih članova komunističke partije, kako iz Rusije tako i iz drugih sovjetskih republika. Do 1959. stiglo je oko 400 000 ruskih doseljenika, a etničko latvijsko stanovništvo palo je na 62%.
Budući da je Latvija održavala dobro razvijenu infrastrukturu i obrazovane stručnjake, Moskva je odlučila u Latviji pokrenuti neke od najnaprednijih sovjetskih proizvodnja. U Latviji su podignuta nova industrijska postrojenja, poput velike tvornice motornih vozila RAF u Jelgavi, elektrotehničke industrije u Rigi, kemijske industrije u Daugavpilsu, Valmieri i Olaineu, te tvornica za preradu hrane i ulja. Latvija je proizvodila vlakove, brodove, motorna vozila, elektronske uređaje, električne i Dieselove motore, tekstil, namještaj, odjeću i obuću, glazbala, kućanske aparate, satove, alate i opremu, te mnoge druge proizvode. Latvija je imala i vlastitu filmsku industriju i tvornicu gramofonskih ploča. Međutim, s izgradnjom novih tvornica došlo je do manjka radne snage, u zemlji nije bilo dovoljno ljudi za rad u industriji, što je dovelo do novih seoba kvalificiranih radnika iz cijeloga Sovjetskoga Saveza, dodatno smanjujući udio etničkih Latvijaca u republici. Stanovništvo Latvije doseglo je svoj vrhunac 1990. godine kada je brojilo nešto manje od 2,7 milijuna ljudi.
Krajem 2018. Nacionalni arhiv Latvije objavio je potpuni abecedni popis od oko 10 000 ljudi koje je sovjetski Odbor državne sigurnosti (KGB) unovačio kao agente ili doušnike. Ova je objava uslijedila nakon dva desetljeća javne rasprave i donošenja posebnoga zakona i otkrila je imena, kodna imena, mjesta rođenja i druge podatke o djelatnim i bivšim agentima KGB-a do 1991., godine kada je Latvija ponovno stekla neovisnost od Sovjetskoga Saveza.

### Obnova neovisnosti
U drugoj polovici osamdesetih, sovjetski vođa Mihail Gorbačov pokrenuo je političke i gospodarske promjene u Sovjetskom Savezu poznate kao glasnost i perestrojka. U ljeto 1987. u Rigi su održane prvi veliki prosvjedi kod Spomenika slobode, simbola latvijske neovisnosti. Različiti politički pokreti koji su imali za cilj povećanje autonomije Latvije udružili su se 1988. u jedinstveni nacionalni pokret Narodni front Latvije, kojemu se suprotstavio prosovjetski pokret Interfront. Iste je godine Latvijskoj SSR i ostalim baltičkim republikama dopuštena veća autonomija i diljem zemlje zavijorila se stara prijeratna zastava Latvije, koja je 1990. kao službena zastava zamijenila sovjetsku latvijsku.
Godine 1989. Vrhovni sovjet SSSR-a usvojio je rezoluciju o okupaciji baltičkih država, u kojoj je okupaciju definirao „ne u skladu sa zakonom”, dok je prethodno bila određena kao okupacija „voljom sovjetskoga naroda”. Kandidati Narodne fronte Latvije za neovisnost dobili su dvotrećinsku većinu u Vrhovnome vijeću na demokratskim izborima u ožujku 1990. godine. Dana 4. svibnja 1990. Vrhovno vijeće usvojilo je Deklaraciju o obnovi neovisnosti Republike Latvije, a Latvijska SSR preimenovana je u Republiku Latviju.
Međutim, središnja vlast u Moskvi nastavila je smatrati Latviju sovjetskom republikom tijekom čitave 1990. i 1991. godine. U siječnju 1991. sovjetske političke i vojne snage neuspješno su pokušale svrgnuti demokratski izabranu vlast Republike Latvije okupacijom središnje izdavačke kuće u Rigi i osnivanjem Odbora nacionalnoga spasa kako bi uzurpirale državne funkcije. Tijekom prijelaznoga razdoblja Moskva je zadržala mnoge središnje sovjetske državne vlasti u Latviji.
Narodni front Latvije zagovarao je da svi stalni stanovnici imaju pravo na latvijsko državljanstvo, međutim, nije usvojeno opće državljanstvo za sve stalne stanovnike. Umjesto toga, državljanstvo su dobile osobe koje su bile državljani Latvije na dan gubitka neovisnosti 1940. godine, kao i njihovi potomci. Kao posljedica toga, većina etničkih neletonaca nije dobila latvijsko državljanstvo, jer ni oni, ni njihovi roditelji nikada nisu bili državljani Latvije, postajući tako nedržavljani ili državljani drugih bivših sovjetskih republika. Do 2011. godine više od polovice nedržavljana polagalo je ispite za naturalizaciju i dobilo latvijsko državljanstvo, ali je 2015. u Latviji još uvijek bilo 290 660 nedržavljana, što je predstavljalo 14,1% stanovništva. Oni nemaju državljanstvo niti jedne države i ne mogu sudjelovati na parlamentarnim izborima. Djeca rođena od nedržavljana nakon ponovne uspostave neovisnosti automatski imaju pravo na državljanstvo.
Republika Latvija proglasila je kraj prijelaznoga razdoblja i obnovila punu neovisnost 21. kolovoza 1991., nakon neuspjela pokušaja sovjetskoga državnog udara. Latvija je obnovila diplomatske odnose sa zapadnim državama, uključujući Švedsku. Novi saziv Latvijskoga parlamenta Saeime ponovno je izabran 1993. godine. Rusija je okončala svoju vojnu prisutnost dovršenjem povlačenja svojih postrojbi 1994. i zatvaranjem radarske stanice Skrunda-1 1998. godine. Glavni ciljevi Latvije devedesetih, ulazak u NATO i Europsku uniju, ostvareni su 2004. godine. Devetnaesti summit NATO-a 2006. održan je u Rigi. Vaira Vīķe-Freiberga bila je predsjednica Latvije od 1999. do 2007. godine i bila je prva žena na čelu jedne države iz bivšega sovjetskoga bloka. Vīķe-Freiberga bila je jedna od ključnih političkih ličnosti zaslužnih za pristupanje Latvije NATO-u i Europskoj Uniji 2004.
Otprilike 72% građana Latvije etnički su Latvijci, a oko 20% su Rusi, ali manje od 1% nedržavljana su Latvijci, a 71% nedržavljana su Rusi. Latvijske su vlasti pokrenule denacionalizaciju imovine koju su četrdesetih godina zaplijenili Sovjeti i vratili je bivšim vlasnicima ili ih obeštetili, privatizirali većinu državne industrije i ponovno uveli prijeratnu valutu. Iako je doživjela teški prijelaz na tržišno gospodarstvo i preusmjerenje prema Zapadnoj Europi, Latvija je danas jedno od najbrže rastućih gospodarstava u Europskoj uniji. Godine 2014. Riga je bila Europska prijestolnica kulture, Latvija se pridružila eurozoni i usvojila jedinstvenu valutu EU-a euro, a Latvijac Valdis Dombrovskis imenovan je potpredsjednikom Europske komisije. Godine 2015. Latvija je predsjedala Vijećem Europske unije. U Rigi su se slavili veliki europski događaji poput natjecanja za pjesmu Eurovizije 2003. i Europske filmske nagrade 2014. godine. Dana 1. srpnja 2016. Latvija je postala članicom OECD–a.

## Zemljopis
Latvija je smještena u Sjevernoj Europi, na istočnim obalama Baltičkoga mora i sjeverozapadnome dijelu Istočnoeuropske platforme, između zemljopisnih širina 55° i 58° N (malo područje je sjeverno od 58°) i zemljopisnih dužina 21° i 29° E (malo područje je zapadno od 21°). Ukupna površina Latvije je 64 559 km², od čega 62 157 km² čini kopno. Poljoprivredno zemljište pokriva 18 159 km² ukupnih kopnenih površina, 34 964 km² je prekriveno šumama i 2402 km² su kopnene vode.
Ukupna duljina latvijskih državnih granica iznosi 1866 km. Duljina kopnene granice je 1368 km, od kojih 343 km dijeli s Estonijom na sjeveru, 276 km s Ruskom Federacijom na istoku, 161 km s Bjelorusijom na jugoistoku i 588 km s Litvom na jugu. Ukupna duljina pomorske granice je 498 km, koji je dijeli od Estonije, Švedske i Litve. Proširenje od sjevera prema jugu je 210 km i od zapada prema istoku 450 km.
Većina teritorija Latvije je nizinsko, niže od 100 m nadmorske visine. Najveće je jezero Lubāns s površinom od 80,7 km², a najdublje je jezero Drīdzis dubine 65,1 m. Najduža rijeka koja teče samo latvijskim teritorijem je Gauja duljine 452 km, a najduža rijeka koja teče kroz latvijski teritorij je Zapadna Dvina, čija je ukupna dužina 1005 km, od čega se 352 km nalazi na latvijskom teritoriju. Najviša točka Latvije je planinski vrh Gaiziņkalns visok 311,6 m. Dužina latvijske obale je 494 km. Jedan od zaljeva Baltičkoga mora, plitki Riški zaljev, nalazi se na sjeverozapadu zemlje.

### Klima
Latvija ima umjerenu klimu koja je u različitim izvorima opisana ili kao vlažna kontinentalna ili oceanska/pomorska.
██ Podtip vlažne kontinentalne klime s toplim ljetom.
██ Oceanska klima
Obalna područja, posebno zapadna obala Kurlandskoga poluotoka, imaju oceansku klimu sa svježim ljetima i blažim zimama, dok istočne dijelove obilježava kontinentalna klima s toplim ljetima i oštrim zimama.
Latvija ima četiri izražena godišnja doba gotovo jednake duljine. Zima počinje sredinom prosinca i traje do sredine ožujka. Zime imaju prosječne temperature od −6 °C i odlikuje ih stabilni snježni pokrivač, a uobičajene su i ekstremne temperature od oko −30 °C, hladni vjetrovi i obilne snježne padaline. Ljeto počinje u lipnju i traje do kolovoza. Ljeta su obično topla i sunčana, sa svježim večerima i noćima. Prosječna ljetna temperatura je oko 19 °C, s ekstremima od 35 °C. Proljeće i jesen donose prilično blage vremenske prilike.
| Vremenski rekord                                 | Vrijednost        | Mjesto                     | Nadnevak                      |
| ------------------------------------------------ | ----------------- | -------------------------- | ----------------------------- |
| Najviša temperatura                              | 37,8°C            | Ventspils                  | 4. kolovoza 2014.             |
| Najniža temperatura                              | −43,2°C           | Daugavpils                 | 8. veljače 1956.              |
| Zadnji proljetni mraz                            | –                 | Veliki dijelovi teritorija | 24. lipnja 1982.              |
| Prvi jesenski mraz                               | –                 | župa Cenas                 | 15. kolovoza 1975             |
| Najveća godišnja količina padalina               | 1007 mm           | župa Priekuļi              | 1928.                         |
| Najmanja godišnja količina padalina              | 384 mm            | Ainaži                     | 1939.                         |
| Najviše dnevne oborine                           | 160 mm            | Ventspils                  | 9. srpnja 1973.               |
| Najveća mjesečna količina padalina               | 330 mm            | župa Nīca                  | kolovoza 1972.                |
| Najmanja mjesečna količina padalina              | 0 mm              | Veliki dijelovi teritorija | svibnja 1938. i svibnja 1941. |
| Najdeblji snježni pokrivač                       | 126 cm            | Gaiziņkalns                | ožujka 1931.                  |
| Mjesec s najviše dana s mećavama                 | 19 dana           | Liepāja                    | veljače 1956.                 |
| Najviše dana s maglom u godini                   | 143 dana          | područje Gaiziņkalns       | 1946.                         |
| Najdugotrajnija magla                            | 93 sata           | Alūksne                    | 1958.                         |
| Najviši atmosferski tlak                         | 1066,7 mbar       | Liepāja                    | siječnja 1907.                |
| Najniži atmosferski tlak                         | 931,3 mbar        | Vidzeme                    | 13. veljače 1962.             |
| Najviše dana s grmljavinskim nevremenom u godini | 52 dana           | Vidzeme                    | 1954.                         |
| Najjači vjetar                                   | 34 m/s, do 48 m/s | Nije specificirano         | 2. studenoga 1969.            |

Godina 2019. bila je najtoplija godina u povijesti promatranja vremena u Latviji s prosječnom temperaturom +8,1 °C višom od prosjeka.

### Okoliš
Veći dio država čine plodne ravnice i niska brda. U tipičnom latvijskom krajoliku, mozaik nepreglednih šuma izmjenjuje se s oranicama, poljoprivrednim imanjima i pašnjacima. Obradive površine isprekidane su šumama breze koje su stanište brojnim biljkama i životinjama. Latvija ima stotine kilometara neuređene morske obale oivičene borovom šumom, pješčanim dinama i neprekinutim bijelim pješčanim plažama.
Latvija ima peti najveći udio površine pod šumom u Europskoj Uniji, nakon Švedske, Finske, Estonije i Slovenije. Šumama je prekriveno 3 497 000 hektara ili 56% ukupne kopnene površine.
Latvija ima preko 12 500 rijeka, koje se protežu na 38 000 km. Glavne su rijeke Zapadna Dvina, Lielupe, Gauja, Venta i Salaca, koje čine najveće mrjestilište lososa u istočnim državama Baltičkoga mora. Postoji 2256 jezera većih od 1 hektara, ukupne površine oko 1000 km. Močvare i tresetišta zauzimaju 9,9% teritorija Latvije. Čak 70% močvara je netaknuto od ljudskoga djelovanja, a utočište su mnogim rijetkim vrstama biljaka i životinja.
Poljoprivredne površine čine 1 815 900 hektara ili 29% ukupne kopnene površine. S ukidanjem kolektiviziranih poljoprivrednih imanja, površine namijenjene poljoprivredi drastično su se smanjile i danas su farme uglavnom male. Otprilike 200 farmi ukupne površine 2750 ha, bave se ekološki čistom poljoprivredom (bez uporabe umjetnih gnojiva i pesticida).
Nacionalni parkovi Latvije su Nacionalni park Gauja u Vidzemeu (od 1973.), Nacionalni park Ķemeri u Zemgaleu (1997.), Nacionalni park Slītere u Kurzemeu (1999.) i Nacionalni park Rāzna u Latgaleu (2007.).
Latvija ima dugu tradiciju očuvanja okoliša. Prvi zakoni i propisi objavljeni su u XVI. i XVII. st. U Latviji postoji 706 posebno zaštićenih prirodnih područja na državnoj razini: četiri nacionalna parka, jedan rezervat biosfere, 42 parka prirode, devet područja zaštićenoga krajolika, 260 prirodnih rezervata, četiri stroga prirodna rezervata, 355 spomenika prirode, sedam zaštićenih morskih područja i 24 mikrorezervata. Nacionalno zaštićena područja čine 12 790 km ili oko 20% ukupne kopnene površine Latvije. „Crvena knjiga Latvije” (popis ugroženih vrsta Latvije), koja je uspostavljena 1977. i nadopunjava se jednom godišnje, sadrži 112 biljnih vrsta i 119 životinjskih vrsta. Latvija je ratificirala Washingtonsku, Bernsku i Ramsarsku konvenciju o zaštiti prirode.
Indeks ekološke učinkovitosti iz 2012. svrstava Latviju na drugo mjesto po kvaliteti politika očuvanja okoliša nakon Švicarske.
Pristup biokapacitetu u Latviji puno je veći od svjetskoga prosjeka. Latvija je 2016. imala 8,5 globalnih hektara biokapaciteta po osobi na svom teritoriju, mnogo više od svjetskoga prosjeka od 1,6 globalnih hektara po osobi. U 2016. Latvija je koristila 6,4 globalnih hektara biokapaciteta po osobi, dakle njihov je ekološki otisak niži od maksimalnoga kapaciteta, što ukazuje na kvalitetno upravljanje zalihom biokapaciteta.

### Bioraznolikost
U Latviji je registrirano približno 30 000 biljnih i životinjskih vrsta flore i faune. Uobičajene vrste divljih životinja u Latviji jesu jeleni, divlje svinje, losovi, risovi, medvjedi, lisice, dabrovi i vukovi. Kopneni mekušci u Latviji broje 159 vrsta. 
Neke su vrste ugrožene u drugim europskim državama, a uobičajene u Latviji poput crne rode (Ciconia nigra), kosca (Crex crex), orla kliktaša (Aquila pomarina), planinskoga djetlića (Picoides leucotos), ždrala (Grus grus), dabra (Castor fiber), vidre (Lutra lutra), sivoga vuka (Canis lupus) i europskoga risa (Felis lynx).
Fitogeografski Latvija je podijeljena između srednjoeuropskih i sjevernoeuropskih provincija Cirkumborealne regije unutar borealnog kraljevstva. Prema WWF-u teritorij Latvije pripada ekoregiji sarmatskih mješovitih šuma. Oko 56 posto teritorija Latvije prekriveno je šumama, uglavnom običnoga bora, breze i obične smreke. Srednja ocjena indeksa integriteta šumskoga krajolika 2019. bila je 2,09/10, što ju je svrstalo na 159. mjesto u svijetu od 172 zemlje.
Nekoliko vrsta flore i faune smatraju se nacionalnim simbolima. Hrast (Quercus robur, let. ozols) i lipa (Tilia cordata, let. liepa) nacionalno su drveće Latvije, a tratinčica (Leucanthemum vulgare,let. pīpene) njezin nacionalni cvijet. Bijela pastirica (Motacilla alba, let. baltā cielava) nacionalna je ptica Latvije. Još se jedna životinja smatra nacionalnim simbolom zemlje: dvotočkasta bubamara (Adalia bipunctata, let. divpunktu mārīte). Jantar, fosilizirana smola drveća, jedan je od najvažnijih kulturnih simbola Latvije. U davna vremena jantarom nađenim duž obala Baltičkoga mora trgovali su Vikinzi i trgovci iz Egipta, Grčke i Rimskoga Carstva. Taj se vrlo razvijeni trgovački put zvao Jantarski put.
Nekoliko prirodnih rezervata štiti netaknute krajolike koje obitavaju veliki sisavci. U prirodnom rezervatu Pape ponovo su naseljeni europski bizoni, losovi, jeleni, vukovi, divlji konji i križanjem ponovo rekreirano govedo tur, što je gotovo u potpunosti obnovilo holocensku megafaunu.

## Politika
|                                     |                                |
| Edgars Rinkēvičs Predsjednik države | Evika Siliņa Predsjednik vlade |

Latvijski jednodomni parlament Saeima sa 100 zastupničkih mjesta bira se izravnim glasovanjem svake četiri godine. Saeima bira predsjednika na posebnim izborima koji se također održavaju svake četiri godine. Predsjednik imenuje premijera koji, zajedno sa svojim kabinetom, predstavlja izvršnu vlast u državi, a zastupnici Saeima moraju mu izglasati povjerenje. Ovaj je sustav postojao i prije Drugoga svjetskog rata. Najviši su državni službenici trinaest državnih tajnika.

### Upravna podjela
Latvija je unitarna država, trenutno podijeljena na 43 jedinice područne samouprave koje se sastoje od 36 općina (let. novadi) i 7 gradova (let. valstspilsētas) sa svojim gradskim vijećem i upravom: Daugavpils, Jelgava, Jūrmala, Liepāja, Rēzekne, Riga i Ventspils. U Latviji postoje četiri povijesne i kulturne regije: Kurlandija, Latgalija, Vidzema, Zemgalija, koje su priznate u Ustavu Latvije. Selonija je dio Zemgalije i ponekad se smatra kulturološki različitim područjem, ali nije dijelom nijedne službene podjele. Granice povijesnih i kulturnih pokrajina obično nisu strogo određene i u nekoliko se izvora mogu razlikovati. U službenim podjelama područja Riga, koja uključuje glavni grad i dijelove drugih pokrajina koje imaju snažnu vezu s glavnim gradom, također je često uključena u regionalne podjele. Primjerice postoji pet planskih regija Latvije (let.: plānošanas reģioni), koje su uspostavljene 2009. godine radi promicanja ravnomjernoga razvoja svih područja. Pod ovom podjelom područja Riga uključuje velike dijelove onoga što se tradicijski smatra Vidzemom, Kurlandijom i Zemgalijom. Statističke regije Latvije uspostavljene su pak u skladu s nomenklaturom teritorijalnih jedinica za statistiku Europske Unije i uglavnom se preklapaju s prethodnom podjelom na planska područja, ali dijele regiju Riga na dva dijela, a glavni grad čini zasebnu regiju. Najveći grad u Latviji je Riga, drugi najveći grad je Daugavpils, a treći je Liepaja.

### Politička kultura
Na parlamentarnim izborima 2010. vladajuća koalicija desnoga centra osvojila je 63 od 100 zastupničkih mjesta. Ljevičarski oporbeni „Centar harmonije” koji podržava latvijska manjina koja govori ruskim jezikom dobio je 29 mjesta. U studenome 2013., latvijski premijer Valdis Dombrovskis, na dužnosti od 2009., podnio je ostavku nakon što su najmanje 54 osobe poginule, a desetci ozlijeđeni u urušavanju veletrgovine u Rigi.
Na parlamentarnim izborima 2014. ponovno je pobijedila vladajuća koalicija desnoga centra koju su činile Latvijska stranka jedinstva, Nacionalni savez i Unija zelenih i poljoprivrednika sa 61 osvojenim mjestom, dok je Centar harmonije osvojio 24 zastupnička mjesta. U prosincu 2015., prva žena premijer zemlje, na dužnosti od siječnja 2014., Laimdota Straujuma podnijela je ostavku. U veljači 2016. novi premijer Maris Kucinskis sastavio je koaliciju Unije zelenih i poljoprivrednika, Jedinstva i Nacionalnoga saveza.
Na parlamentarnim izborima 2018. proruski Centar harmonije ponovno je bila najveća stranka s osvojenih 23 od 100 mjesta, a druga i treća bile su nove populističke stranke KPV LV i Nova konzervativna stranka. Vladajuća koalicija, koju čine Unija zelenih i poljoprivrednika, Nacionalni savez i stranka Jedinstvo, izgubila je izbore. U siječnju 2019. Latvija je izabrala vladu pod vodstvom novoga premijera Krisjanisa Karinsa iz Novog jedinstva desnoga centra. Karinsovu koaliciju činilo je pet od sedam stranaka u parlamentu, isključujući samo prorusku stranku Centra harmonije i Uniju zelenih i poljoprivrednika.

### Međunarodni odnosi
Latvija je članica Ujedinjenih naroda, Europske unije, Vijeća Europe, NATO-a, OECD-a, OSCE-a, MMF-a i Svjetske trgovinske organizacije. Također je članica Vijeća država Baltičkoga mora i Nordijske investicijske banke. Bila je članicom Lige naroda od 1921. do 1946. Latvija pripada Schengenskome prostoru i pridružila se Eurozoni 1. siječnja 2014.
Latvija je uspostavila diplomatske odnose sa 158 država, otvorila je 44 diplomatska i konzularna predstavništva i održava 34 veleposlanstva i 9 stalnih predstavništava u inozemstvu. U glavnome gradu Rigi otvoreno je sveukupno 37 stranih veleposlanstva i 11 predstavništava međunarodnih organizacija. Latvija je i domaćin jedne ustanove Europske Unije: Tijela europskih regulatora za elektronske komunikacije (BEREC).
Vanjskopolitički prioriteti Latvije jesu suradnja u području Baltičkoga mora, europske integracije, djelatno uključivanje u međunarodne organizacije, doprinos europskim i transatlantskim sigurnosnim i obrambenim strukturama, sudjelovanje u međunarodnim civilnim i vojnim mirovnim operacijama te razvojnu suradnju, posebice jačanje stabilnosti i demokracije u zemljama Istočnoga partnerstva EU.
Od ranih devedesetih, Latvija je zajedno sa svojim susjedima Estonijom i Litvom uključena u aktivnu trilateralnu suradnju baltičkih država, te nordijsko-baltičku suradnju s ostalim nordijskim zemljama. Baltičko vijeće zajednički je forum međuparlamentarne Baltičke skupštine i međuvladinog Baltičkog vijeća ministara. Nordijsko-baltička osmorka (NB-8) zajednička je suradnja vlada Danske, Estonije, Finske, Islanda, Latvije, Litve, Norveške i Švedske. Nordijsko-baltička šestorka (NB-6), koju čine one nordijsko-baltičke zemlje koje su i članice Europske unije, okvir je za sastanke o pitanjima vezanim uz EU. Međuparlamentarna suradnja između Baltičke skupštine i Nordijskog vijeća potpisana je 1992. godine, a od 2006. godine održavaju se godišnji sastanci, kao i redoviti sastanci na drugim razinama. Zajedničke inicijative nordijsko-baltičke suradnje jesu obrazovni program NordPlus i programi mobilnosti za javnu upravu, poslovanje, industriju i kulturu. Nordijsko vijeće ministara ima ured u Rigi.
Latvija sudjeluje u Sjevernoj dimenziji i Programu regije Baltičkoga mora, inicijativama Europske unije za poticanje prekogranične suradnje u području Baltičkoga mora i Sjeverne Europe. Tajništvo Partnerstva Sjeverne dimenzije za kulturu (NDPC) bit će smješteno u Rigi. Godine 2013. Riga je bila domaćin godišnjega Foruma sjeverne budućnosti, dvodnevnoga neslužbenoga sastanka premijera nordijsko-baltičkih zemalja i Ujedinjenoga Kraljevstva. Poboljšano partnerstvo u Sjevernoj Europi ili e-Pine diplomatski je okvir Državnoga tajništva SAD-a za suradnju s nordijsko-baltičkim zemljama.
Latvija je bila domaćin summita NATO-a 2006. i od tada je godišnja konferencija u Rigi postala vodeći forum o vanjskoj i sigurnosnoj politici u sjevernoj Europi. Latvija je predsjedala Vijećem Europske unije u prvoj polovici 2015.

### Oružane snage
Nacionalne oružane snage (latv. Nacionālie bruņotie spēki, NAF) čini kopnena vojska, mornarica, zračne snage, nacionalna garda, jedinica za posebne zadatke, vojna policija, stožerna bojna oružanih snaga, Zapovjedništvo za obuku i doktrinu i Zapovjedništvo za logistiku. Koncept obrane Latvije temelji se na švedsko-finskomu modelu snaga za brzi odgovor sastavljenih od mobilizacijske baze i male skupine profesionalaca. Od 1. siječnja 2007. Latvija je prešla na model ugovorne profesionalne vojske.
Latvija sudjeluje u međunarodnim mirovnim i sigurnosnim operacijama. Latvijske oružane snage sudjelovale su u vojnim operacijama NATO-a i EU-a u Bosni i Hercegovini (1996. – 2009.), Albaniji (1999.), Kosovu (2000. – 2009.), Sjevernoj Makedoniji (2003.), Iraku (2005. – 2006.), Afganistanu (od 2003.), Somaliji (od 2011.) i Maliju (od 2013.). Latvija je također sudjelovala u operaciji višenarodnih vojnih snaga pod vodstvom SAD-a u Iraku (2003. – 2008.) i misijama OESS-a u Gruziji , na Kosovu i u Makedoniji. Latvijske oružane snage sudjelovale su i u borbenoj skupini koju je predvodilo Ujedinjeno Kraljevstvo 2013. i Nordijskoj borbenoj skupini 2015. u okviru Zajedničke sigurnosne i obrambene politike (CSDP) Europske Unije. Latvija se istaknula kao vodeća nacija u koordinaciji Sjeverne distribucijske mreže za prijevoz nesmrtonosna tereta ISAF-a zračnim i željezničkim putem u Afganistan. Dio je Nordijske postrojbe za potporu tranziciji (NTSU), koja je zajedničkim snagama davala doprinos potpori afganistanskim sigurnosnim službama prije povlačenja nordijskih i baltičkih snaga ISAF-a 2014. Od 1996. više od 3600 vojnih osoba sudjelovalo je u međunarodnim operacijama, od kojih je 7 vojnika poginulo. Po glavi stanovnika, Latvija je jedan od najvećih sudionika u međunarodnim vojnim operacijama.
Latvijski civilni stručnjaci sudjelovali su u brojnim civilnim misijama EU-a: misiji granične pomoći Moldaviji i Ukrajini (2005. – 2009.), misiji vladavine prava u Iraku (2006. i 2007.) i na Kosovu (od 2008.), redarstvenoj misiji u Afganistanu (od 2007.) i promatračkoj misiji u Gruziji (od 2008.).
Od ožujka 2004., kada su se baltičke zemlje pridružile NATO-u, borbeni zrakoplovi članica NATO-a raspoređeni su po rotacijskome modelu za misiju Baltičke zračne policije u zračnoj luci Šiauliai u Litvi kako bi čuvali baltički zračni prostor. Latvija sudjeluje u nekoliko NATO-vih centara izvrsnosti: Centru civilno-vojne suradnje u Nizozemskoj, Kooperativnoj kibernetičkoj obrani u Estoniji i energetskoj sigurnosti u Litvi. Planira uspostaviti NATO-v centar izvrsnosti za strateške komunikacije u Rigi.
Latvija surađuje s Estonijom i Litvom u nekoliko međusobnih inicijativa baltičke obrambene suradnje:
- Baltički bataljun (BALTBAT) – pješačka bojna za sudjelovanje u međunarodnim operacijama potpore miru, sa sjedištem u blizini Rige u Latviji;
- Baltička pomorska eskadrila (BALTRON) – pomorske snage sa sposobnostima protuminskih mjera, sa sjedištem u blizini Tallinna u Estoniji;
- Baltička mreža za nadzor zraka (BALTNET) – informacijski sustav zračnoga nadzora sa sjedištem u blizini Kaunasa u Litvi;
- Zajedničke vojne obrazovne ustanove: Baltički koledž za obranu u Tartuu u Estoniji, Baltički trenažni ronilački centar u Liepāji u Latviji i Baltički trenažni centar za brodske komunikacije u Tallinnu u Estoniji.[164]

Buduća suradnja uključivat će dijeljenje nacionalnih infrastruktura za potrebe obuke i specijalizaciju područja obuke (BALTTRAIN) te zajednički ustroj kontingenata veličine bataljuna za korištenje u NATO-vim snagama za brzi odgovor. U siječnju 2011. baltičke su države pozvane na pridruživanje Nordijskoj obrambenoj suradnji, obrambenome okviru nordijskih zemalja. U studenome 2012. tri su se države složile o stvaranju zajedničkoga vojnoga stožera 2013.
Latvijska Saeima je 21. travnja 2022. izglasala amandmane koje je predložilo Ministarstvo obrane za nacrt zakona o izmjenama i dopunama Zakona o financiranju nacionalne obrane, koji predviđaju postupno povećanje proračuna za obranu na 2,5 % BDP-a zemlje tijekom sljedeće tri godine.

### Ljudska prava
Prema izvješćima Freedom Housea i Ministarstva vanjskih poslova SAD-a, vlasti općenito poštuju ljudska prava u Latviji: Latvija je natprosječno rangirana među svjetskim suverenim državama u demokraciji, slobodi tiska, privatnosti i ljudskom razvoju.
Više od 56% vodećih pozicija drže žene u Latviji, što je čini vodećom u Europi po ravnopravnosti spolova. Prema Svjetskoj banci, Latvija je prva u svijetu po pravima žena, dijeleći to mjesto s pet drugih europskih zemalja.
U zemlji živi brojna zajednica etničkih Rusa, kojima su prema Ustavu i međunarodnim zakonima o ljudskim pravima garantirana temeljna ljudska prava, ratificirana od strane latvijskoga parlamenta.
Otprilike 206 000 nedržavljana ima ograničen pristup nekim političkim pravima. Samo je građanima dopušteno sudjelovanje na parlamentarnim ili općinskim izborima, premda nema ograničenja u pogledu učlanjenja u političke stranke ili druge političke organizacije. Godine 2011. visoki povjerenik OESS-a za nacionalne manjine "pozvao je Latviju da dopusti nedržavljanima glasovanje na općinskim izborima." Osim toga, bilo je izvješća o policijskom zlostavljanju pritvorenika i uhićenika, lošim zatvorskim uvjetima i prenapučenosti, korupciji u pravosuđu, slučajevima nasilja nad etničkim manjinama, te društvenom nasilju i slučajevima vladine diskriminacije homoseksualaca.

## Gospodarstvo
Latvija je članica Svjetske trgovinske organizacije (1999.) i Europske unije (2004.). Dana 1. siječnja 2014. euro je postao službena latvijska valuta, zamijenivši staru novčanu jedinicu lats. Prema statistici krajem 2013. godine, 45% stanovništva podržavalo je uvođenje eura, dok je 52% bilo protiv. Nakon uvođenja eura, istraživanja Eurobarometra u siječnju 2014. pokazala su da potpora euru iznosi oko 53%, što je blizu europskoga prosjeka.
Od 2000. godine Latvija ima jednu od najviših stopa rasta BDP-a u Europi. Međutim, rast vođen uglavnom potrošnjom u Latviji je izazvao kolaps latvijskoga BDP-a krajem 2008. i početkom 2009., pogoršanom globalnom gospodarskom krizom, nedostatkom kredita i ogromnim novčanim sredstvima korištenim za spašavanje Parex banke. Latvijsko gospodarstvo palo je 18% u prva tri mjeseca 2009., što je najveći pad u Europskoj uniji.
Gospodarska kriza iz 2009. dokazala je ranije pretpostavke da brzorastuće gospodarstvo ide prema imploziji gospodarskoga mjehura, jer je potaknuto uglavnom rastom domaće potrošnje, financiranom ozbiljnim povećanjem privatnoga duga, kao i negativnom trgovinskom bilancom. Cijene nekretnina, koje su porasle 150% od 2004. do 2006., značajno su pridonijele gospodarskom mjehuru.
Privatizacija u Latviji gotovo je potpuna. Sva mala i srednja poduzeća koja su prethodno bila u državnom vlasništvu privatizirana su, a ostao je samo mali broj politički osjetljivih velikih državnih poduzeća. Privatni sektor je već 2006. činio 70% BDP-a zemlje.
Strana ulaganja u Latviju još uvijek su skromna u usporedbi s razinama u Sjevernoj i Srednjoj Europi. Godine 1997. donesen je zakon kojim se proširuje mogućnost prodaje zemljišta, uključujući i strance. Američke su tvrtke do 1999. uložile 127 milijuna dolara što je činilo 10,2% ukupnih izravnih stranih ulaganja Latvije. Iste godine Sjedinjene Američke Države izvezle su u Latviju 58,2 milijuna dolara robe i usluga, a uvezle 87,9 milijuna dolara. U želji da se pridruži zapadnim ekonomskim institucijama poput Svjetske trgovinske organizacije, OECD- a i Europske unije, Latvija je 1995. potpisala Europski sporazum s EU-om s 4-godišnjim prijelaznim razdobljem. Latvija i Sjedinjene Američke Države potpisale su ugovore o ulaganju, trgovini i zaštiti intelektualnog vlasništva te izbjegavanju dvostrukog oporezivanja.
Godine 2010. Latvija je pokrenula program Residence by Investment (tzv. "Zlatna viza") kako bi privukla strane ulagače i kako bi lokalno gospodarstvo od toga imalo koristi. Ovaj program omogućuje ulagačima dobivanje dozvole o boravištu u Latviji ulaganjem najmanje 250 000 € u nekretninu ili u poduzeće s najmanje 50 zaposlenih i godišnjim prometom od najmanje 10 milijuna €.

### Gospodarska kriza i oporavak (2008. – 2012.)
Latvijsko gospodarstvo ušlo je u fazu fiskalne kontrakcije tijekom druge polovice 2008. nakon dužeg razdoblja spekulacija temeljenih na kreditima i nerealnog povećanja vrijednosti nekretnina. Primjerice, državni defict 2007. godine predstavljao je više od 22% BDP-a za tu godinu, dok je inflacija iznosila 10%.
Stopa nezaposlenosti u Latviji naglo je porasla u tom razdoblju s najnižih 5,4% u studenome 2007. na preko 22%. U travnju 2010. Latvija je s 22,5% nezaposlenih imala najveću stopu nezaposlenosti u EU, ispred Španjolske, koja je dosegla 19,7%.
Paul Krugman, dobitnik Nobelove nagrade za ekonomiju za 2008., napisao je u svojoj kolumni komentar u New York Timesu 15. prosinca 2008.:
Međutim, do 2010. godine stručnjaci su primijetili znakove stabilizacije latvijskoga gospodarstva. Bonitetna agencija Standard&Poor's povisila je svoje izglede za dug Latvije s negativnih na stabilne. Latvijski tekući račun, koji je bio u deficitu od 27% krajem 2006., bio je u suficitu već u veljači 2010. Kenneth Orchard, viši analitičar Moody's Investors Servicea tvrdi da:
Međunarodni monetarni fond je u srpnju 2012. zaključio mjere praćenja latvijskoga gospodarstva i objavio da se latvijsko gospodarstvo snažno oporavlja od 2010., nakon dubokog pada 2008. – 2009. Realni rast BDP-a od 5,5% u 2011. bio je potaknut rastom izvoza i oporavkom domaće potražnje. Zamah rasta nastavio se u 2012. i 2013. unatoč pogoršanim vanjskim uvjetima, a očekuje se da će gospodarstvo rasti za 4,1 posto u 2014. godini. Stopa nezaposlenosti smanjila se sa svog vrhunca od više od 20 posto u 2010. na oko 9,3 posto u 2014.

### Promet i infrastrukture
Sektor prometa čini oko 14% BDP-a, što je posljedica velikog volumena prometa između Rusije, Bjelorusije, Kazahstana i drugih azijskih zemalja s jedne i Zapada s druge strane.
Četiri najveće luke Latvije nalaze se u Rigi, Ventspilsu, Liepāji i Skulteu. Tuda prolazi većina tranzitnog prometa, a polovica tereta čini sirova nafta i naftni derivati. Slobodna luka Ventspils jedna je od najprometnijih luka u baltičkim državama. Osim cestovnim i željezničkim vezama, Ventspils je povezan s naftnim poljima i transportnim rutama Ruske Federacije preko sustava dvaju cjevovoda iz Polocka u Bjelorusiji. 
Međunarodna zračna luka Riga najprometnija je zračna luka u baltičkim državama sa 7,8 milijuna putnika u 2019. godini. Ima izravne letove za više od 80 odredišta u 30 zemalja. Jedina druga zračna luka koja obavlja redovite komercijalne letove je Međunarodna zračna luka Liepāja. AirBaltic je latvijski nacionalni zrakoplovni prijevoznik i niskotarifni prijevoznik s čvorištima u sve tri baltičke države, ali glavnom bazom u Rigi.
Glavna mreža Latvijskih željeznica dugačka je 1860 km od čega je 1 826 km izgrađeno po ruskom standardu širine kolosijeka od 1520 mm (251 km je elektrificirano), što ih čini najdužom željezničkom mrežom u baltičkim državama. Latvijska željeznička mreža trenutno nije kompatibilna s prugama europskog standarda širine kolosijeka. Suvremena željeznička pruga Rail Baltica, koja povezuje Helsinki-Tallinn-Rigu-Kaunas-Varšavu je u izgradnji i trebala bi biti dovršena 2026.
Državna cestovna mreža u Latviji ima ukupno 1675 km magistralnih cesta, 5473 km regionalnih cesta i 13 064 km lokalnih cesta. Općinskih cesta u Latviji ima ukupno 30 439 km, a ulica 8039 km. Najpoznatije ceste su A1 (europski pravac E67), koji povezuje Varšavu i Tallinn i europski pravac E22, koji povezuje Ventspils i Terehovu. U 2017. u Latviji je bilo ukupno 803 546 registriranih vozila.
Latvija ima tri velike hidroelektrane Pļaviņas HES (825 MW), Rīgas HES (402 MW) i Ķeguma HES-2 (192 MW). Posljednjih godina u Latviji je izgrađeno nekoliko desetaka vjetroelektrana, kao i elektrana na bioplin ili biomasu različitih kapaciteta. 
Latvija upravlja podzemnim skladištem plina Inčukalns, jednim od najvećih podzemnih skladišta plina u Europi i jedinim u baltičkim državama. Jedinstveni geološki uvjeti u Inčukalnsu i drugim lokacijama u Latviji posebno su pogodni za podzemno skladištenje plina.

## Demografija
Stopa ukupnog fertiliteta (TFR) u 2018. godini procijenjena je na 1,61 rođeno dijete po ženi, što je manje od stope zamjene koja iznosi 2,1. U 2012. godini 45,0% poroda činile su neudane žene. Očekivano trajanje života u 2013. godini procijenjeno je na 73,19 godina (68,13 godina za muškarce, 78,53 godine za žene). Procjenjuje se da od 2015. Latvija ima najniži omjer muškaraca i žena na svijetu, oko 0,85 muškaraca na jednu ženu. Godine 2017. na teritoriju Latvije živjelo je 1 054 433 žena i 895 683 muškaraca. Svake godine rađa se više dječaka nego djevojčica. Do 39. godine više je muškaraca nego žena. Od 70. godine života žena je 2,3 puta više nego muškaraca.

### Etničke skupine
Od ožujka 2011. Latvijci čine oko 62,1% stanovništva, dok su 26,9% Rusi, Bjelorusi 3,3%, Ukrajinci 2,2%, Poljaci 2,2%, Litavci 1,2%, Židovi 0,3%, Romi 0,3%, Nijemci 0,1%, Estonci 0,1% i ostali 1,3%. 250 ljudi izjasnilo se kao Livonci (baltički finski narod porijeklom iz Latvije). U Latviji je živjelo 290 660 "nedržavljana" ili 14,1% stanovnika Latvije, uglavnom ruskih doseljenika koji su stigli nakon okupacije 1940., te njihovih potomaka.
U nekim gradovima, npr. Daugavpilsu i Rēzeknema, etnički Latvijci čine manjinu ukupnoga stanovništva. Unatoč stalnom porastu udjela etničkih Latvijaca više od desetljeća, etnički Latvijci još uvijek čine nešto manje od polovice stanovništva glavnog grada Latvije Rige.
Udio etničkih Latvijaca pao je sa 77% (1 467 035) 1935. na 52% (1 387 757) 1989. U kontekstu sveukupnoga pada stanovništva, Latvijaca je 2011. bilo manje nego 1989., ali se njihov postotni udio u stanovništvu povećao na 1 285 136 (62,1% stanovništva).

### Jezik
Jedini službeni jezik Latvije je latvijski ili letonski, koji pripada podskupini baltičkih jezika baltoslavenske grane indoeuropske jezične obitelji. Još jedan značajan jezik Latvije je gotovo izumrli livonski jezik finske grane uralske jezične obitelji, koji uživa zakonsku zaštitu. Latgalski je jezik narječje latvijskoga i također je zaštićen latvijskim zakonom, ali kao povijesna varijacija latvijskog jezika. Ruski, koji je bio široko rasprostranjen tijekom sovjetskoga razdoblja, još uvijek je uvelike najrašireniji manjinski jezik (2011., 34% ga je govorilo kod kuće, uključujući i ljude koji nisu etnički Rusi). Dok se sada zahtijeva da svi učenici uče latvijski, škole također uključuju engleski, njemački, francuski i ruski u svoje nastavne programe. Engleski je također široko prihvaćen u Latviji u poslovanju i turizmu. Do 2014. bilo je 109 škola za manjine koje koriste ruski kao nastavni jezik (27% svih učenika) za 40% predmeta (preostalih 60% predmeta predaje se na latvijskome).
Dana 18. veljače 2012., Latvija je održala ustavni referendum o tome treba li usvojiti ruski kao drugi službeni jezik. Prema podacima Središnjega izbornog povjerenstva, protiv je glasalo 74,8 posto, za 24,9 posto, a odaziv birača bio je 71,1 posto.
Od 2019. postupno je ukinuta nastava na ruskome jeziku na privatnim koledžima i sveučilištima u Latviji, kao i opća nastava u latvijskim javnim srednjim školama, osim predmeta koji se odnose na kulturu i povijest ruske manjine, kao što su nastava ruskoga jezika i književnosti.

### Religija
Najraširenija religija u Latviji je kršćanstvo (79%). U 2011. najbrojnije kršćanske denominacije bile su::
- Evangelička luteranska crkva Latvije – 708 773 sljedbenika[226]
- Rimokatolička crkva – oko 500 000 sljedbenika[226]
- Ruska pravoslavna crkva – oko 370 000 sljedbenika[226]

U anketi Eurobarometra iz 2010., 38% građana Latvije odgovorilo je da "vjeruje da postoji Bog", dok je 48% odgovorilo da "vjeruje da postoji neka vrsta duha ili životne sile", a 11% je izjavilo da "ne vjeruje u postojanje bilo kakve vrste duha, Boga ili životne sile".
Luteranstvo je bilo najraširenija religija prije sovjetske okupacije, s oko ~60% sljedbenika zbog jakih povijesnih veza s nordijskim zemljama, te utjecaja Hanse posebno i Njemačke općenito. Od tada je luteranstvo u sve tri baltičke države gubilo broj sljedbenika u nešto većoj mjeri nego rimokatoličanstvo. Evangeličko-luteranska crkva, s procijenjenih 600 000 članova 1956., bila je najviše pogođena. Interni dokument od 18. ožujka 1987., pred kraj komunističke vladavine, govori o aktivnom članstvu koje se u Latviji smanjilo na samo 25 000, ali je vjera od 1990-ih doživjela preporod.
Pravoslavni kršćani u zemlji pripadaju Latvijskoj pravoslavnoj crkvi, poluautonomnom tijelu unutar Ruske pravoslavne crkve. Godine 2011. u Latviji je bilo 416 religioznih Židova i 319 muslimana. Od 2004. bilo je više od 600 latvijskih neopogana, Dievtura ("bogočuvara"), čija se religija temelji na latvijskoj mitologiji. Oko 21% ukupnoga stanovništva nije povezano s ikakvom religijom.

### Obrazovanje i znanost
Latvijsko sveučilište u Rigi i Tehničko sveučilište u Rigi dva su velika sveučilišta u zemlji, oba osnovana na temeljima Politehničkog instituta u Rigi, koji je evakuiran u Moskvu 1914. kada je počeo Prvi svjetski rat. Ostala važna sveučilišta, koja su osnovana na temelju Latvijskoga državnog sveučilišta, jesu Latvijsko sveučilište prirodnih znanosti i tehnologije (osnovano 1939. iz bivšeg Poljoprivrednog fakulteta) i Sveučilište Riga Stradiņš (osnovano 1950. iz bivšeg Medicinskog fakulteta). Oba danas pokrivaju niz različitih područja. Sveučilište u Daugavpilsu još je jedno značajno središte obrazovanja.
Latvija je između 2006. i 2010. zatvorila 131 školu, što je pad od 12,9%, a u istom razdoblju upis u obrazovne ustanove pao je za više od 54 000 ljudi, što je pad od 10,3%.
Latvijska politika u znanosti i tehnologiji postavila je dugoročni cilj prijelaza iz gospodarstva koje troši radnu snagu na gospodarstvo temeljeno na znanju. Do 2020. vlada namjerava potrošiti 1,5% BDP-a na istraživanje i razvoj, a polovica ulaganja dolazi iz privatnog sektora. Latvija planira razvoj svojeg znanstvenog potencijala utemeljiti na postojećoj znanstvenoj tradiciji, posebno u organskoj kemiji, medicinskoj kemiji, genetičkom inženjerstvu, fizici, znanosti o materijalima i informatičkim tehnologijama. Najveći broj patenata u zemlji i inozemstvu je iz medicinske kemije. Latvija je bila rangirana na 38. mjestu u Globalnom indeksu inovacija 2021., što je pad s 34. mjesta 2019.

### Zdravstvo
Latvijski zdravstveni sustav univerzalni je program zdravstvene zaštite koji se većim dijelom financira državnim porezima. Među najniže je rangiranim zdravstvenim sustavima u Europi, zbog predugog čekanja na liječenje, nedovoljnog pristupa najnovijim lijekovima i drugih čimbenika. U Latviji je 2009. bilo 59 bolnica, što je pad u odnosu na 94 u 2007. i 121 u 2006.

## Kultura
Tradicijski latvijski folklor, posebno ples narodnih pjesama, star je više od tisuću godina. Identificirano je više od 1,2 milijuna tekstova i 30 000 melodija narodnih pjesama.
Između 13. i 19. stoljeća, baltički Nijemci, od kojih su mnogi izvorno bili nenjemačkoga podrijetla, ali su bili asimilirani u njemačku kulturu, ustrojili su višu društveni stalež. Razvili su posebnu kulturnu baštinu koju obilježavaju latvijski i njemački utjecaji. Neki su običaji u njemačkim baltičkim obiteljima preživjeli do današnjih dana, unatoč jakim iseljeništvu u Njemačku, Sjedinjene Američke Države, Kanadu i druge države početkom 20. stoljeća. Međutim, većina autohtonih Latvijaca nije sudjelovala u ovom kulturnom životu. Tako je očuvano uglavnom seljačko mjesno pogansko naslijeđe, djelomično stopljeno s kršćanskom tradicijom. Primjerice, jedno od najpopularnijih slavlja je Jāņi, pogansko slavlje ljetnoga solsticija, kojega Latvijci slave na blagdan sv. Ivana Krstitelja. 
U 19. stoljeću pojavili su se latvijski nacionalistički pokreti. Promicali su latvijsku kulturu i poticali Latvijce na sudjelovanje u kulturnim djelatnostima. Cijelo 19. i početak 20. stoljeća Latvijci često smatraju klasičnim razdobljem latvijske kulture. Plakati pokazuju utjecaj drugih europskih kultura, primjerice djela umjetnika kao što su baltičko-njemački umjetnik Bernhard Borchert i francuski Raoul Dufy. S početkom Drugoga svjetskoga rata, mnogi latvijski umjetnici i drugi članovi kulturne elite pobjegli su iz zemlje, ali su ipak nastavili stvarati svoja djela, uglavnom za latvijsku iseljeničku publiku.
Latvijski festival pjesme i plesa važan je događaj u latvijskoj kulturi i društvenom životu. Održava se od 1873. godine, inače svakih pet godina. Na manifestaciji sudjeluje ukupno oko 30 000 izvođača. Pjevaju se narodne pjesme i klasične zborske pjesme, s naglaskom na a cappella pjevanje, no odnedavno se na repertoar uvrštavaju i moderne popularne pjesme.
Nakon ulaska u Sovjetski Savez, latvijski umjetnici i pisci bili su prisiljeni slijediti stil umjetnosti socrealizma. Tijekom sovjetske ere glazba je postajala sve popularnija, a najpopularnije su bile pjesme iz osamdesetih god. XX. st. U to su vrijeme pjesme često ismijavale karakteristike sovjetskoga života i postojala je određena zabrinutost za očuvanje latvijskoga identiteta. To je izazvalo narodne prosvjede protiv SSSR-a i dovelo do sve veće popularnosti poezije. Od neovisnosti, kazalište, scenografija, zborska glazba i klasična glazba postali su najznačajnije grane latvijske kulture.
Tijekom srpnja 2014. Riga je bila domaćin osmih Svjetskih zborskih igara i ugostila je preko 27 000 pripadnika pjevačkih zborova koji su predstavljali više od 450 zborova i više od 70 država. Festival je najveći takve vrste u svijetu i održava se svake dvije godine u drugom gradu domaćinu.
Počevši od 2019. Latvija je domaćin prvoga Riga Jurmala Music Festivala, novoga festivala na kojem svjetski poznati orkestri i dirigenti nastupaju tijekom četiri vikenda tijekom ljeta. Festival se održava u Latvijskoj nacionalnoj operi, Velikom cehu te Velikoj i Maloj dvorani koncertne dvorane Dzintari.

### Kuhinja
Latvijsku kuhinju obično čine poljoprivredni proizvodi s mesom koje se nalazi u većini glavnih obroka. Riba se obično konzumira u obalnim područjima na Baltičkome moru. Na latvijsku kuhinju utjecale su susjedne zemlje. Uobičajeni sastojci u latvijskim receptima jesu krumpir, pšenica, ječam, kupus, luk, jaja i svinjetina. Latvijska hrana općenito je prilično masna i koristi malo začina.
Grašak, juha od povrća (let.: skābeņu zupa) i raženi kruh smatra se tradicijskim nacionalnim namirnicama.

## Šport
Hokej na ledu obično se smatra najpopularnijim športom u Latviji. U Latviji su rođene mnoge poznate hokejaške zvijezde kao što su Helmuts Balderis, Artūrs Irbe, Kārlis Skrastiņš i Sandis Ozoliņš, a u novije vrijeme i Zemgus Girgensons, kojega je latvijski narod snažno podržavao u međunarodnim igrama i igrama u NHL-u. Dinamo Riga najjači je hokejaški klub u državi koji igra u Kontinentalnoj hokejaškoj ligi. Nacionalni turnir je Latvijska hokejaška viša liga, koja se održava od 1931. U Rigi je održano IIHF–ovo Svjetsko prvenstvo 2006.
Drugi najpopularniji sport je košarka. Latvija ima dugu košarkašku tradiciju, a latvijska je košarkaška reprezentacija osvojila prvi EuroBasket 1935. i srebrno odličje 1939., nakon što je u završnici izgubila od Litve za jedan bod. Latvija je imala brojne europske košarkaške zvijezde kao što su Jānis Krūmiņš, Maigonis Valdmanis, Valdis Muižnieks, Valdis Valters, Igors Miglinieks, te prvi latvijski NBA igrač Gundars Vētra. Andris Biedriņš jedan je od najpoznatijih latvijskih košarkaša, koji je igrao u NBA ligi za Golden State Warriorse i Utah Jazz. Trenutačni NBA igrači su Kristaps Porziņģis, koji igra za Dallas Maverickse, Dāvis Bertāns, koji igra za Washington Wizardse, i Rodions Kurucs, koji je posljednji igrao za Milwaukee Buckse. Bivši latvijski košarkaški klub Rīgas ASK osvojio je turnir Eurolige tri puta zaredom prije nego što je ugašen. Trenutno je VEF Rīga, koji se natječe u EuroCupu, najjači profesionalni košarkaški klub u Latviji. BK Ventspils, koji sudjeluje u EuroChallengeu, drugi je najjači košarkaški klub u Latviji, a prethodno je osvojio LBL osam puta i BBL 2013. godine. Latvija je bila jedan od domaćina EuroBasketa 2015.
Ostali popularni športovi jesu nogomet, tenis, odbojka, biciklizam, bob i skeleton. Jedino veliko sudjelovanje latvijske nogometne reprezentacije na FIFA–inom turniru bilo je Europsko prvenstvo 2004. godine.
Latvija je uspješno sudjelovala i na Zimskim i na Ljetnim olimpijskim igrama. Najuspješniji olimpijski športaš u povijesti neovisne Latvije je Māris Štrombergs, koji je postao dvostruki olimpijski prvak 2008. i 2012. u BMX-u za muškarce.
U boksu, Mairis Briedis prvi je i jedini Latvijac u povijesti koji je osvojio boksački naslov svjetskoga prvaka, nakon što je od 2017. do 2018. držao WBC naslov u kruzer kategoriji, WBO naslov u kruzer kategoriji 2019. i IBF/The Ring magazine naslov u kruzer kategoriji 2020.
Godine 2017. latvijska tenisačica Jelena Ostapenko osvojila je 2017. Roland Garros u pojedinačnoj konkurenciji, kao prva igračica bez nositelja kojoj je to pošlo za rukom.